# Baloncesto en los Juegos Panamericanos
El baloncesto es uno de los múltiples deportes que se han venido disputando a lo largo de la historia de los Juegos Panamericanos. Hasta el momento ha estado presente en esta competición de forma ininterrumpida desde su primera edición, en 1951. La gran dominadora del torneo ha sido históricamente la selección de Estados Unidos, que ha conquistado ocho medallas de oro en la rama masculina y siete en la rama femenina.
El torneo era organizado conjuntamente por la FIBA, a través de FIBA Américas y la Organización Deportiva Panamericana (ODEPA).[cita requerida]

## Torneo masculino
| Año           | Sede                                |                | Medalla de oro  | Resultado            | Medalla de plata |  | Medalla de bronce |
| 1951          | Buenos Aires, Argentina             | Estados Unidos | Sistema de liga | Argentina            | Brasil           |  |                   |
| 1955          | México D.F., México                 | Estados Unidos | Sistema de liga | Argentina            | Brasil           |  |                   |
| 1959          | Chicago, Estados Unidos             | Estados Unidos | Sistema de liga | Puerto Rico          | Brasil           |  |                   |
| 1963          | São Paulo, Brasil                   | Estados Unidos | 78-66           | Brasil               | Puerto Rico      |  |                   |
| 1967          | Winnipeg, Canadá                    | Estados Unidos | 93-74           | México               | Panamá           |  |                   |
| 1971          | Cali, Colombia                      | Brasil         | 76-62           | Puerto Rico          | Cuba             |  |                   |
| 1975          | México D.F., México                 | Estados Unidos | Sistema de liga | Puerto Rico          | Brasil           |  |                   |
| 1979          | San Juan, Puerto Rico               | Estados Unidos | 113-94          | Puerto Rico          | Brasil           |  |                   |
| 1983          | Caracas, Venezuela                  | Estados Unidos | Sistema de liga | Brasil               | México           |  |                   |
| 1987          | Indianápolis, Estados Unidos        | Brasil         | 120-115         | Estados Unidos       | Puerto Rico      |  |                   |
| 1991          | La Habana, Cuba                     | Puerto Rico    | 77-65           | México               | Estados Unidos   |  |                   |
| 1995          | Mar del Plata, Argentina            | Argentina      | 90-86           | Estados Unidos       | Brasil           |  |                   |
| 1999          | Winnipeg, Canadá                    | Brasil         | 96-78           | Estados Unidos       | Puerto Rico      |  |                   |
| 2003 Detalles | Santo Domingo, República Dominicana | Brasil         | 89-62           | República Dominicana | Puerto Rico      |  |                   |
| 2007 Detalles | Río de Janeiro, Brasil              | Brasil         | 86-65           | Puerto Rico          | Uruguay          |  |                   |
| 2011 Detalles | Guadalajara, México                 | Puerto Rico    | 74-72           | México               | Estados Unidos   |  |                   |
| 2015 Detalles | Toronto, Canadá                     | Brasil         | 86-71           | Canadá               | Estados Unidos   |  |                   |
| 2019 Detalles | Lima, Perú                          | Argentina      | 84-66           | Puerto Rico          | Estados Unidos   |  |                   |
| 2023 Detalles | Santiago, Chile                     |                | Argentina       | 79-65                | Venezuela        |  | Brasil            |

### Medallero
Actualizado Santiago 2023
| # | País                 |   |   |   | Total |
| - | -------------------- | - | - | - | ----- |
| 1 | Estados Unidos       | 8 | 3 | 3 | 14    |
| 2 | Brasil               | 6 | 2 | 7 | 15    |
| 3 | Argentina            | 3 | 2 | 0 | 5     |
| 4 | Puerto Rico          | 2 | 5 | 4 | 11    |
| 5 | México               | 0 | 3 | 1 | 4     |
| 6 | República Dominicana | 0 | 1 | 0 | 1     |
| 6 | Canadá               | 0 | 1 | 0 | 1     |
| 6 | Venezuela            | 0 | 1 | 0 | 1     |
| 9 | Cuba                 | 0 | 0 | 1 | 1     |
| 9 | Uruguay              | 0 | 0 | 1 | 1     |
| 9 | Panamá               | 0 | 0 | 1 | 1     |

## Torneo femenino
| Año           | Sede                                |                | Medalla de oro | Medalla de plata |  | Medalla de bronce |
| 1955          | México D.F., México                 | Estados Unidos | Chile          | Brasil           |  |                   |
| 1959          | Chicago, Estados Unidos             | Estados Unidos | Brasil         | Chile            |  |                   |
| 1963          | São Paulo, Brasil                   | Estados Unidos | Brasil         | Chile            |  |                   |
| 1967          | Winnipeg, Canadá                    | Brasil         | Estados Unidos | Canadá           |  |                   |
| 1971          | Cali, Colombia                      | Brasil         | Estados Unidos | Cuba             |  |                   |
| 1975          | México D.F., México                 | Estados Unidos | México         | Cuba             |  |                   |
| 1979          | San Juan, Puerto Rico               | Cuba           | Estados Unidos | Canadá           |  |                   |
| 1983          | Caracas, Venezuela                  | Estados Unidos | Cuba           | Brasil           |  |                   |
| 1987          | Indianápolis, Estados Unidos        | Estados Unidos | Brasil         | Canadá           |  |                   |
| 1991          | La Habana, Cuba                     | Brasil         | Cuba           | Estados Unidos   |  |                   |
| 1999          | Winnipeg, Canadá                    | Cuba           | Canadá         | Estados Unidos   |  |                   |
| 2003 Detalles | Santo Domingo, República Dominicana | Cuba           | Estados Unidos | Brasil           |  |                   |
| 2007 Detalles | Río de Janeiro, Brasil              | Estados Unidos | Brasil         | Cuba             |  |                   |
| 2011 Detalles | Guadalajara, México                 | Puerto Rico    | México         | Brasil           |  |                   |
| 2015 Detalles | Toronto, Canadá                     | Canadá         | Estados Unidos | Cuba             |  |                   |
| 2019 Detalles | Lima, Perú                          | Brasil         | Estados Unidos | Puerto Rico      |  |                   |
| 2023 Detalles | Santiago, Chile                     |                | Brasil         | Colombia         |  | Argentina         |

### Medallero
Actualizado Santiago 2023
| # | País           |   |   |   | Total |
| - | -------------- | - | - | - | ----- |
| 1 | Estados Unidos | 7 | 6 | 2 | 15    |
| 2 | Brasil         | 5 | 4 | 4 | 13    |
| 3 | Cuba           | 3 | 2 | 4 | 9     |
| 4 | Canadá         | 1 | 1 | 3 | 5     |
| 5 | Puerto Rico    | 1 | 0 | 1 | 2     |
| 6 | México         | 0 | 2 | 0 | 2     |
| 7 | Chile          | 0 | 1 | 2 | 3     |
| 8 | Colombia       | 0 | 1 | 0 | 1     |
| 9 | Argentina      | 0 | 0 | 1 | 1     |

## Medallero histórico ambas ramas
Actualizado Lima 2019
| #  | País                 |    |   |    | Total |
| -- | -------------------- | -- | - | -- | ----- |
| 1  | Estados Unidos       | 15 | 8 | 5  | 28    |
| 2  | Brasil               | 9  | 6 | 10 | 25    |
| 3  | Puerto Rico          | 3  | 5 | 4  | 12    |
| 4  | Cuba                 | 3  | 2 | 5  | 10    |
| 5  | Argentina            | 3  | 2 | 0  | 5     |
| 6  | Canadá               | 1  | 2 | 3  | 6     |
| 7  | México               | 0  | 5 | 1  | 6     |
| 8  | Chile                | 0  | 1 | 2  | 3     |
| 9  | República Dominicana | 0  | 1 | 0  | 1     |
| 10 | Panamá               | 0  | 0 | 1  | 1     |
| 10 | Uruguay              | 0  | 0 | 1  | 1     |